# 卡爾·奧托·默納
卡爾·奧托·默納男爵（瑞典語：Carl Otto Mörner；1781年5月22日—1868年8月17日）曾是一位瑞典的大臣以及議會成員。他曾在1810年時，鼓吹瑞典議會，將法軍元帥讓-巴蒂斯特·贝爾納多特立為瑞典卡爾十三世的義子與太子，繼承瑞典王位。

## 卡爾十三世的王位繼承問題
1810年，膝下無子的瑞典國王卡爾十三世遭遇了繼承問題，1月，卡爾十三世將挪威總督卡爾·奧古斯特立為王儲，但這位王儲四個月後就離奇的墜馬並中風死亡；卡爾十三世於是選了卡爾·奧古斯特的兄弟腓特烈‧克里斯蒂安擔任新王儲，瑞典國會在1810年8月8日通過。
卡爾另立儲君之際派出大臣默納往法國告知拿破崙，但默納獨自行事，居然「奇貨可居」，邀請法國元帥貝爾納多特來瑞典擔任王儲，議會一開始大為驚訝，將默納以叛國罪拘捕，直到旅居瑞典的法國富商富尼爾 (Jean-Antoine Fournier) 出錢出力遊說議會，告知議員們，如果選舉一位法國將軍，可以改善與拿破崙的關係，1810年8月21日，議會表決，改立貝爾納多特為儲君；貝爾納多特來到瑞典後，獲卡爾十三世收為義子，改名「卡爾·約翰」，並由國王指派為瑞典國防軍的大元帥 。「卡爾·約翰」最後於1818年2月5日繼承了瑞典王位，是為「卡爾十四世·約翰」。

## 影視作品中
默納男爵是1954年的歷史紀錄片《德西蕾》的一角，該片敘述了卡尔十四世的夫人德茜蕾·克拉里的虛構故事及她和拿破崙間的關係。